# Avortement sexo-sélectif

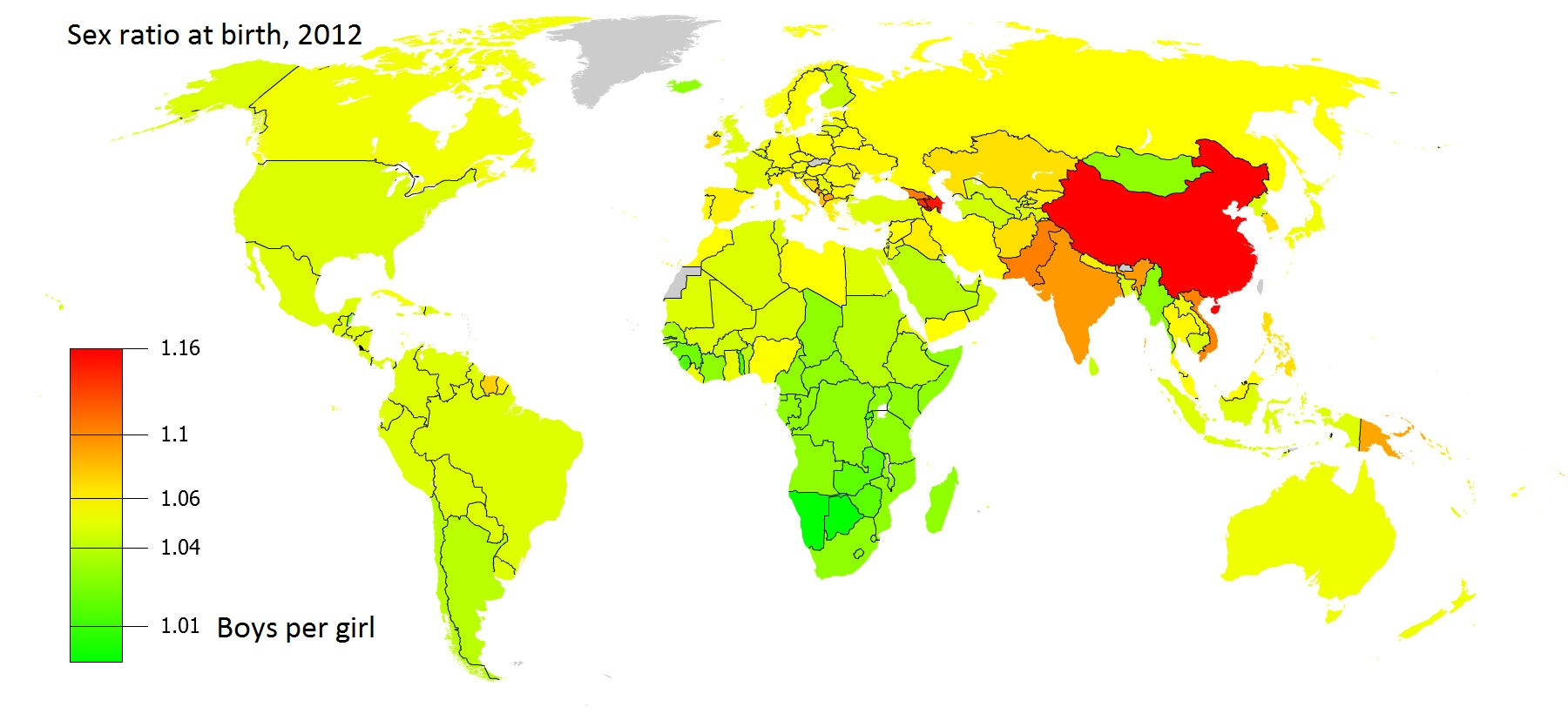
Le sex-ratio à la naissance est fortement influencé par les avortements sélectifs.

Un avortement sexo-sélectif est un avortement sélectif, basé uniquement sur le sexe de l'enfant. Cela concerne principalement les fœtus de sexe féminin, dans des pays où les normes culturelles valorisent les garçons par rapport aux filles, notamment en Asie de l'est et du sud ou dans le Caucase et le sud-est de l'Europe,.
Les avortements sexo-sélectifs affectent le sex-ratio d'une classe d'âge,. On estime que le sex-ratio naturel est entre 103 et 107 garçons pour 100 filles. Dans les pays où l'infanticide des filles est pratiqué, la pratique moderne de l'avortement sélectif est souvent abordée comme une question étroitement liée.
Entre 1970 et 2017, le nombre total de naissances féminines « manquantes » est estimé à 45 millions, dont 95% en Inde et en Chine.

## Définition
Un avortement sexo-selectif est une sélection de l'enfant à naître en fonction de son sexe. Ce terme et sa définition apparaissent dans la littérature scientifique à partir des années 1980.

## Détermination du sexe

### Principes
À partir d'un échantillon de sang chez la femme enceinte, il est possible de déterminer avec une précision de 98 % le sexe de l'enfant dès la 7e semaine de grossesse, grâce à l'ADN fœtal présent,.
L'utilisation d'ultrasons dans le cadre d'une échographie à partir de la 12e semaine permet de déterminer correctement le sexe dans 3 cas sur 4, selon une étude parue en 2001. La précision est environ de 50% pour le sexe masculin et 100% pour le sexe féminin. À partir de la 13e semaine, la précision est de presque 100% dans tous les cas.
Une amniocentèse permet également la détermination du sexe, mais est plus risquée et plus chère que l'échographie ou le prélèvement sanguin.

### Disponibilité

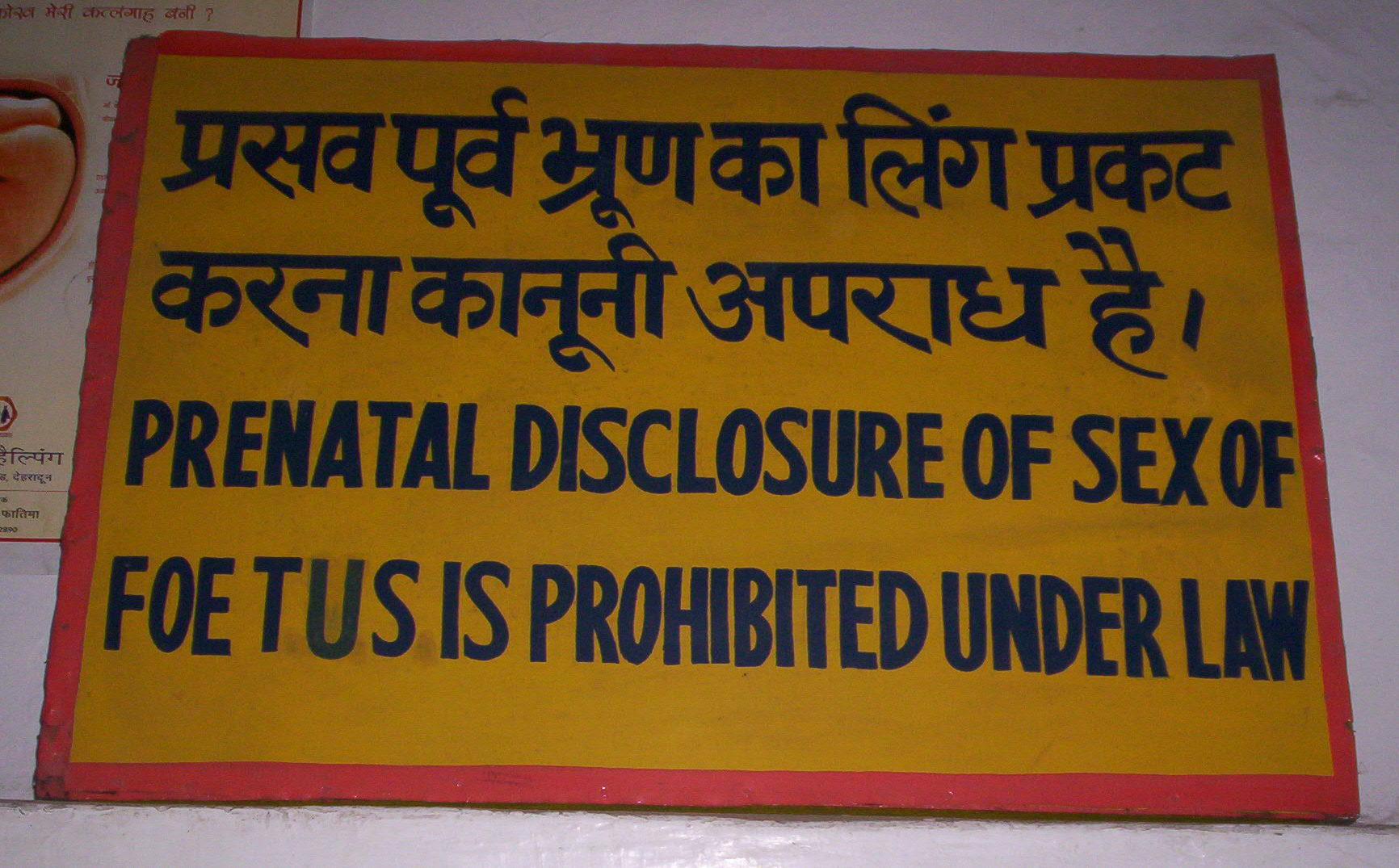
Signe dans une clinique indienne qui rappelle que la détermination du sexe prénatale est interdite (En hindi et en anglais)

C'est en 1979 que la Chine lance la première machine à ultrason, utilisée dans les cliniques chinoises pour la détermination du sexe depuis 1982. en 1991, 5000 machines à ultrason étaient produites par an. En 2001, presque tous les hôpitaux et cliniques savaient déterminer avec une bonne précision le sexe des enfants.
En Inde, si les premières échographies ont été réalisées en 1979, leur introduction a été beaucoup plus lente. Dans les années 1980, les machines à ultrason arrivent dans les grandes villes, dans les années 1990 dans les régions urbaines, et dans la grande majorité de l'Inde dans les années 2000.

## Par pays

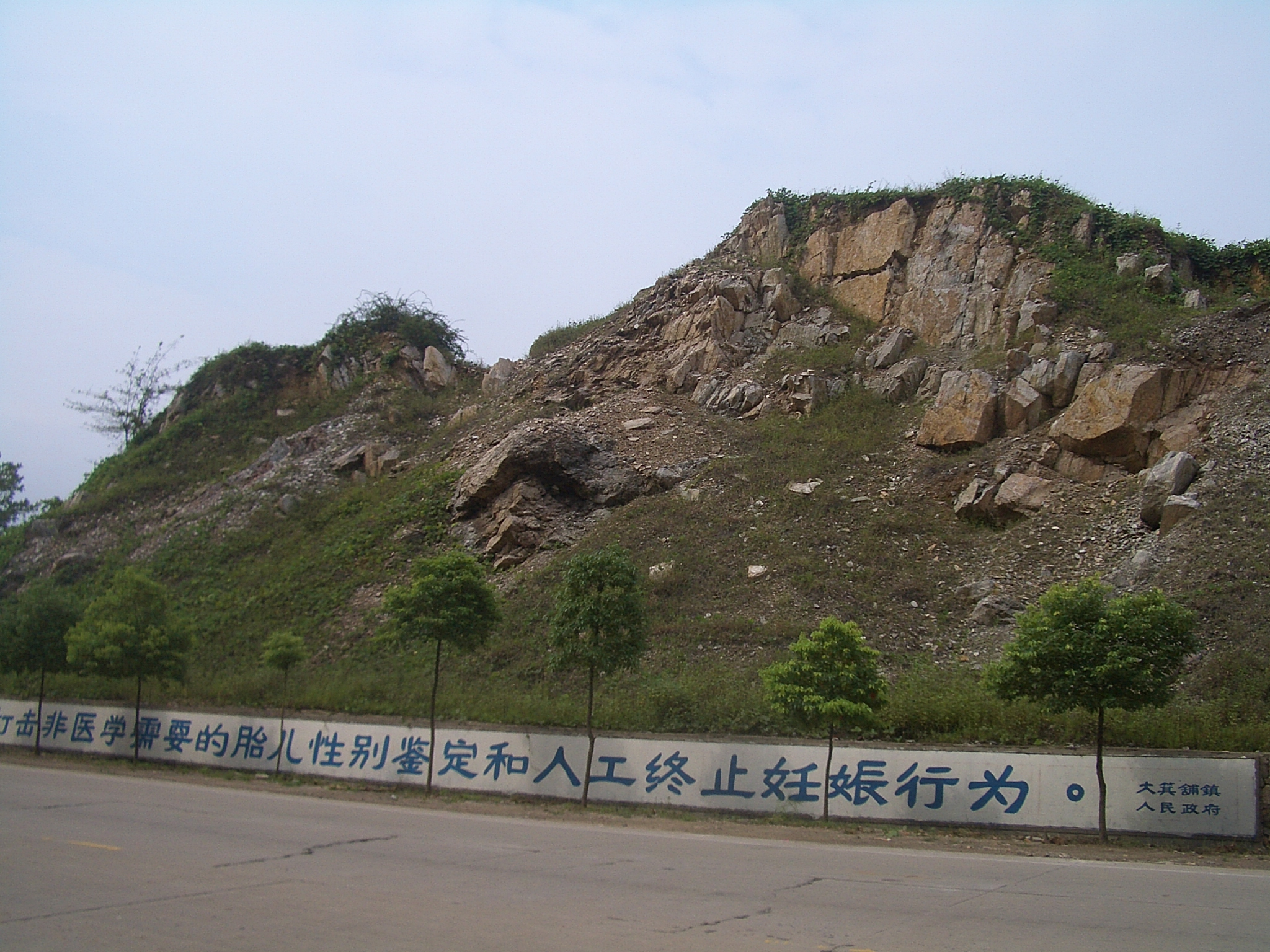
Signe contre la sélection sexuelle prénatale en Chine

### Canada
Il n'existe aucune loi sur l'avortement au Canada, hormis les lois d'accès sécuritaire de certaines provinces. D'autre part, la Cour suprême du Canada interprète la Charte canadienne des droits et libertés et la Charte des droits et libertés de la personne comme s'appliquant aux personnes nées seulement. Des députés d'arrière-ban du Parti conservateur ont déjà tenté de proposer des projets de loi pour interdire l'avortement sexo-sélectif, mais ils n'ont pas connu de succès.

### Chine
De façon traditionnelle, en Chine les garçons sont préférés. Une fille est appelée à se marier un jour et à quitter ainsi ses parents. De ce fait, elle est perçue comme une charge, un fardeau lourd à supporter économiquement. La politique de l'enfant unique en vigueur depuis 1979 a aggravé la situation de déficit de femmes.
On compte 117 naissances masculines en moyenne pour 100 naissances féminines alors qu'au niveau mondial, 105 garçons naissent en moyenne, pour 100 filles.
La Chine n'autorise pas la révélation du sexe des fœtus afin d'éviter les avortements sélectifs. De nombreuses familles passent alors par Hong Kong et des analyses sanguines pour le dévoiler le sexe des fœtus, dès la septième semaine de grossesse.

### Inde

Carte du sex-ratio pour les bébés de moins d'un an en 2011.

Selon le recensement de 2001, entre 0 et 6 ans le sex-ratio était de 108, et de 109 selon le recensement de 2011. Le sex-ratio est très différent selon les États, avec 120 en Haryana, 118 au Penjab, 116 au Jammu-et-Cachemire, et 111 au Gujarat. Le recensement de 2011 a montré que les états de l'est de l'Inde avaient un sex-ratio entre 103 et 104, soit assez proche de la normale, et un taux plus élevé à l'ouest.
Les chiffres semblent montrer un lien entre un sex-ratio anormal et un meilleur statut socio-économique. Il ne semble pas y avoir de corrélation entre les religions prédominantes et le sex-ratio.

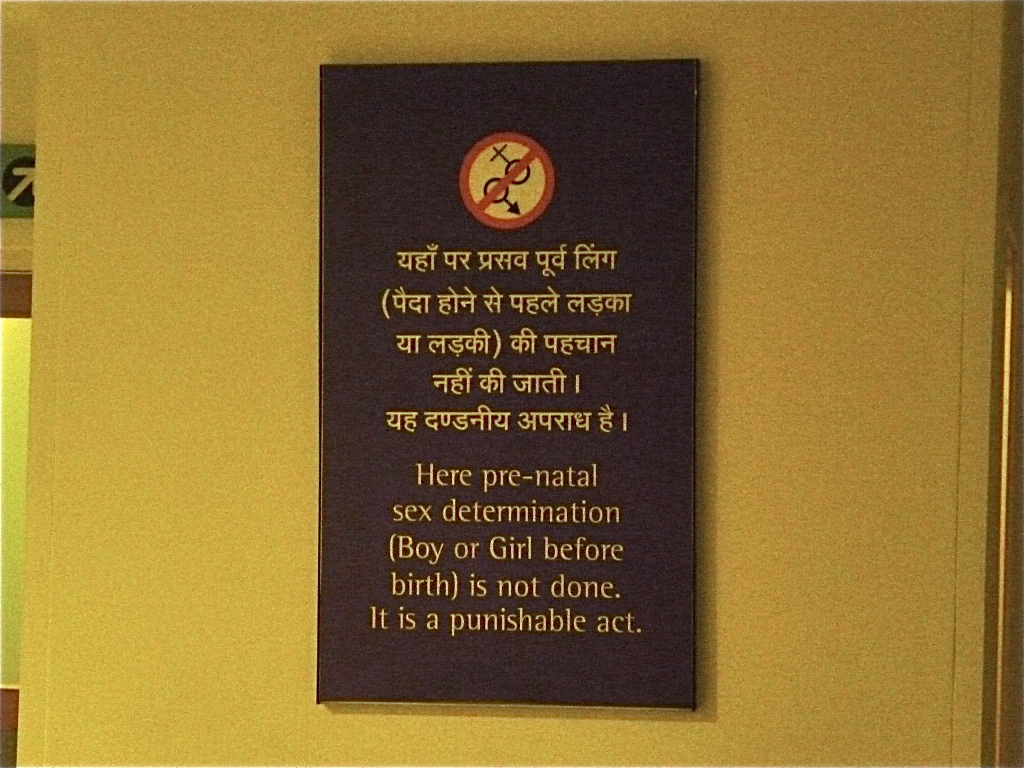
Un hôpital en Inde rappelle que la détermination prénatale du sexe est interdite.

La loi punit de 5 ans de prison la détermination prénatale du sexe pour éviter les avortements sexo-sélectifs. Le premier ministre Narendra Modi a appelé à faire cesser les avortements sélectifs. La ministre de l'enfance Maneka Gandhi a proposé de rendre un test prénatal obligatoire, déclarant : « À mon avis, il faut changer la politique actuelle. Chaque femme enceinte devrait obligatoirement savoir s'il s'agit d'un garçon ou d'une fille ».

### Caucase
C'est après la chute des régimes communistes en Europe que le sex-ratio des pays du Caucase a commencé à fortement augmenter, alors qu'il était entre 105 et 108 avant. L'accès à des échographies et des cliniques privées conjuguée à une société patriarcale qui favorise fortement les garçons par rapport aux filles font partie des causes. Pendant 20 ans, le taux est resté fort élevé en Azerbaïdjan, Arménie et Géorgie,.
Pour les naissances entre 2005 et 2010, le sex-ratio de l'Arménie semble être en lien avec l'ordre de la naissance. Pour le premier enfant, ce sex-ratio est de 138. Si le premier enfant est un garçon, le sex-ratio du deuxième est 85, par contre si le premier enfant est une fille, le sex-ratio du deuxième enfant est 156. Le sex-ratio global est de 115, devant l'Inde à 108,,. Ces chiffres suggèrent un grand nombre d'avortement sélectifs, mais cela n'a pas pu être constaté. Certaines femmes enceintes de filles subissent des pressions pour avorter, alors que dans les pays de l'ex-bloc de l'Est, le taux de contraception est faible, et l'avortement plus courant qu'en Europe de l'Ouest. Une loi arménienne votée en 2016 demande à tous les médecins de poser un questionnaire sur les raisons de l'avortement. Si celui-ci est en raison du sexe, ils doivent refuser.

### Balkans occidentaux
Un rapport déséquilibré entre les sexes à la naissance est présent au XXIe siècle dans les Balkans occidentaux, aux pays comme l'Albanie, la Macédoine, le Kosovo et le Monténégro. En 2016, selon les estimations de la CIA, l'Albanie a l'un des déséquilibres sexuels les plus élevés au monde, à 110,. Les experts affirment que les avortements sélectifs sont fréquents dans le sud-est de l'Europe.

### Royaume-Uni
Quelques avortements sélectifs ont été dénoncés par les journalistes du Daily Telegraph et ont provoqué un tollé.

### Vietnam
La pratique des avortements sélectifs se répand rapidement au Vietnam, où certaines femmes sont menacées si elles mettent au monde des filles. Le sex-ratio est de 110,5 en 2010.

## Réactions internationales
En 1994, plus de 180 états se sont engagés à éliminer toute forme de discrimination contre les filles. En 2011 l'Assemblée parlementaire du Conseil de l'Europe condamne la pratique de la détermination du sexe prénatale.
Pour l'Office des Nations unies contre les drogues et le crime, les fœticides et infanticides de filles sont des cas répondant à la définition des féminicides